# Peter Harrison
Peter Harrison (York, 14 giugno 1716 – New Haven, 30 aprile 1775) è stato un architetto britannico neoclassico emigrato nelle nuove colonie americane dove fu probabilmente il primo professionista che progettò ed edificò costruzioni.

## Biografia
Nato a York da genitori puritani, emigrò in America nel 1740.
Il suo primo edificio, la Redwood Library a Newport (Rhode Island), è in legno abilmente sagomato tanto da sembrare un bugnato di pietre smussate. Con il suo portico dorico ha un convincente aspetto di tempio dando così un esempio di classicismo.
Il suo successivo edificio è la King's Chapel di Harrison a Boston: la facciata ha una torre e un portico con balaustra, privo di frontone dove si fondono riferimenti a James Gibbs e a Inigo Jones.
Harrison è anche l'autore del progetto della sinagoga Touro di Newport in Rhode Island, che rimane oggi come la più antica sinagoga esistente sul territorio americano.